# Лакота (Північна Дакота)
Лакота (англ. Lakota) — місто (англ. city) в США, в окрузі Нелсон штату Північна Дакота. Населення — 683 особи (2020).

## Географія
Лакота розташована за координатами 48°2′34″ пн. ш. 98°20′48″ зх. д. / 48.04278° пн. ш. 98.34667° зх. д. (48.042667, -98.346785).  За даними Бюро перепису населення США в 2010 році місто мало площу 2,67 км², уся площа — суходіл.

## Демографія
Згідно з переписом 2010 року, у місті мешкали 672 особи в 338 домогосподарствах у складі 196 родин. Густота населення становила 251 особа/км².  Було 403 помешкання (151/км²).
Расовий склад населення:
| - 96,7 % — білих - 1,9 % — корінних американців - 0,3 % — чорних або афроамериканців |

До двох чи більше рас належало 1,0 %. Частка іспаномовних становила 0,0 % від усіх жителів.
За віковим діапазоном населення розподілялося таким чином: 19,5 % — особи молодші 18 років, 52,5 % — особи у віці 18—64 років, 28,0 % — особи у віці 65 років та старші. Медіана віку мешканця становила 50,3 року. На 100 осіб жіночої статі у місті припадало 98,8 чоловіків;  на 100 жінок у віці від 18 років та старших — 91,2 чоловіків також старших 18 років.
Середній дохід на одне домашнє господарство  становив 58 576 доларів США (медіана — 46 750), а середній дохід на одну сім'ю — 65 769 доларів (медіана — 52 708). За межею бідності перебувало 7,5 % осіб, у тому числі 5,7 % дітей у віці до 18 років та 6,2 % осіб у віці 65 років та старших.
Цивільне працевлаштоване населення становило 318 осіб. Основні галузі зайнятості: освіта, охорона здоров'я та соціальна допомога — 14,5 %, сільське господарство, лісництво, риболовля — 14,5 %, оптова торгівля — 11,9 %, мистецтво, розваги та відпочинок — 10,7 %.